# Richard Kähler
Richard Christian Kähler (* 2. Juni 1951 in Hamburg) ist ein deutscher Satiriker, Buch- und Fernseh-Autor (unter anderem für Thomas Gottschalk und Olli Dittrich), Fotograf, Übersetzer (unter anderem Monty Python’s Flying Circus) und Musiker.

## Leben
Richard Kähler studierte zunächst Deutsche Literaturwissenschaft und Soziologie. Zusätzlich absolvierte er eine Fotoassistenz beim Hamburger Werbefotografen Wimjan Rouendaal.
Als Sänger und Gitarrist war Kähler Mitglied der verschiedener Schülerbands, danach von Zwergenschule (1968–1971, 1986), Eye, Wolfsmond (Mitglied der Ur-Besetzung von 1976/1977), Rico & Lu (1978, Duo mit Wolfsmond-Frontman und Ex-Rattle Lu Lafayette) und The Smarties (1989).
Mitte der 1970er Jahre gründete Kähler zusammen mit Hans-Werner Saalfeld das Magazin Mark & Bein. Dieses noch relativ auflagenschwache und amateurhaft produzierte Magazin bildete den Grundstein der satirisch-journalistischen Aktivitäten beider und war quasi die „Blaupause“ zunächst für die Rubrik KoLiBri in der Satirezeitschrift Titanic und ab September 1987 für das Magazin Kowalski. Das Duo Kähler/Saalfeld arbeitete dabei mit Autoren und (Comic-)Zeichnern wie Bernd Pfarr, Walter Moers und Brösel.
Unter dem Pseudonym Teddy Hecht verfasste Kähler die monatliche Kolumne Teddy's Trends, die ab März 1983 in der Titanic erschien, nach genau 50 Folgen in der frischgegründeten Kowalski fast nahtlos (ab September 1987) fortgeführt wurde und im Oktober 1991 mit Folge 100 endete.

## Werke
- Zart ist der Schwanz der Bisamratte. Das Allerfeinste aus „Mark und Bein“, dem Magazin jenseits von Gut und Böse. Zweitausendeins, Frankfurt am Main 1980.
- Ko-Li-Bri. Lesebuch für Komix, Lirix und Brilliantes aus aller Welt. 3 Bände. Semmel, Kiel 1985–1986.
- Der Marsmännchen-Report. Ein Bericht vom Planeten Erde und seinen Bewohnern. Semmel, Kiel 1987, ISBN 3-922969-43-7.
- Teddys Trends. Die abenteuerlichen Aufzeichnungen des jungen Teddy Hecht während der achtziger Jahre. Haffmans, Zürich 1990, ISBN 3-251-01068-9.
- Im Bett mit Mutter Beimer. Die nackte Wahrheit über die Lindenstrasse. 2. Auflage. Eichborn, Frankfurt am Main 1992, ISBN 3-8218-2370-4.
- Anna & Elvis. Die Geschichte einer wunderbären Liebe. Schwarzkopf & Schwarzkopf, Berlin 2007, ISBN 978-3-89602-749-8.
- 111 Gründe, Frauen zu lieben. Ein Lobgesang auf das schöne Geschlecht. Schwarzkopf & Schwarzkopf, Berlin 2008, ISBN 978-3-89602-807-5.
- Anna, Elvis & Bo. Die Geschichte einer wunderbären Liebe - und ihre Folgen! Schwarzkopf & Schwarzkopf, Berlin 2008, ISBN 978-3-89602-852-5.
- Weißt du, was ich glaube, Paps?: Über Gott und die Welt und die gottverdammte Liebe Rowohlt, Reinbek 2010, ISBN 9783498035563